# Jakub Skierka
Jakub Daniel Skierka (ur. 4 października 1998) – polski pływak specjalizujący się w stylu grzbietowym, wicemistrz Europy juniorów i wielokrotny medalista mistrzostw Polski seniorów, olimpijczyk.

## Kariera
W 2016 roku na mistrzostwach Europy juniorów w Hódmezővásárhely zdobył srebrny medal na dystansie 200 m stylem grzbietowym, uzyskawszy czas 1:57,97.
Rok później podczas mistrzostw świata w Budapeszcie w konkurencji 200 m stylem grzbietowym zajął 26. miejsce (2:00,44).
Na mistrzostwach Europy w Glasgow w 2018 roku na 200 m stylem grzbietowym uzyskał czas 1:59,86 i zajął 13. miejsce ex aequo z Chorwatem Antonem Lončarem.
W 2019 roku na mistrzostwach świata w Gwangju w eliminacjach 200 m stylem grzbietowym z ósmym czasem (1:57,61) awansował do półfinału, w którym został jednak zdyskwalifikowany.
Dwa lata później w maju podczas mistrzostw Europy w Budapeszcie był siódmy na dystansie 200 m stylem grzbietowym, uzyskawszy czas 1:58,56. W lipcu tego samego roku na igrzyskach olimpijskich w Tokio w tej samej konkurencji zajął 27. miejsce (1:59,30).